# Mary Sánchez
María Dolores Sánchez Ramírez, conocida artísticamente como Mary Sánchez (Las Palmas de Gran Canaria, 4 de agosto de 1934), es una cantante de folclore de la isla de Gran Canaria (Canarias, España). 

## Inicios
Mary Sánchez nació en el barrio portuario de El Refugio (cerca de La Isleta), en Las Palmas de Gran Canaria, donde ya desde los diez años cantaba en fiestas populares, reuniones vecinales y en emisoras de radio; y a los once años lo hacía en el desaparecido Teatro Hermanos Millares de la cercana Playa de Las Canteras.
A principios de los años 50, el compositor Néstor Álamo la descubre y comienza a crear para ella muchas de las que hoy son sus más celebradas canciones, unas composiciones que Álamo escribía pensando que fuera la voz de la popularmente conocida como la Irma Villa canaria quien interpretase sus canciones. Álamo se convirtió en el protector y mentor artístico de la cantante, a la que con dieciséis años presenta en sociedad en un recital organizado en 1953 en el Teatro Pérez Galdós. El recital obtuvo un éxito sin precedentes en la época y tuvo que llegar a repetirse, a petición del público, hasta cuatro sesiones consecutivas, popularizándose así la fama de la cantante, a la que se le impuso el apodo de la voz de la isla.
Pero Mary Sánchez no era sólo una intérprete de canciones folclóricas canarias, aunque éstas constituyan una parte importante de su repertorio gracias al impulso de Néstor Álamo. La cantante debutó interpretando rancheras y luego hizo boleros, joropos, valses peruanos y venezolanos, pasajes, huapangos y otros ritmos centro y suramericanos; además de las canciones ligeras que estaban de moda en la época y con las que años más tarde alcanzaría un notable éxito en el Primer Festival de la Canción Española.

## Proyección internacional
En el año 1953, ganó en Madrid el primer premio en el Festival de Cantos Regionales de la Feria del Campo con la canción de Néstor Álamo Adiós, canaria querida. Esta composición, que años antes había sido interpretada por María Mérida, le sirvió para abrir su proyección nacional y conseguir la firma de su primer contrato discográfico con Columbia para España, sello discográfico con el cual estuvo unida durante varias décadas. Mary Sánchez y su grupo Los Bandama, liderado por el timplista Maso Moreno, con quien se casó en 1956, emprenden un periplo artístico internacional popularizando su repertorio y el de Néstor Álamo fuera de las islas, que les llevó a realizar en es mismo año su primer viaje a América. Lo que inicialmente era un contrato por quince días para actuar en Venezuela, se convirtió, gracias al éxito que obtuvo, en toda una gira por salas de fiesta, teatros, radios y televisiones del continente americano que se extendió por espacio de tres años, durante los que consolidó su fama internacional. Es en Venezuela dónde Mary Sánchez y Los Bandama reciben su primer galardón internacional, el Bolívar de Oro que le fue concedido por el gobierno de la república venezolana. Tras Venezuela, la cantante y su grupo debutarían en Colombia, Cuba y Puerto Rico.
Ya en España, en 1959 obtiene con su canción Amor calladito el segundo premio de la primera edición del Festival de la Canción Española (hoy Festival Internacional de la Canción de Benidorm), con el que Mary Sánchez se abre puertas en la península y ante las cámaras de Televisión Española. Entre los años 1960 y 1967, afincada en Madrid y gracias a la popularidad alcanzada con sus apariciones televisivas, actuó durante largas temporadas en la popular sala Pasapoga, haciendo además cortos periplos por las principales ciudades del país. En ese mismo período de tiempo, desde Madrid el grupo iniciaría una serie de giras en el extranjero actuando en París, Milán, Beirut, y Egipto. Años más tarde regresarían a las islas para preparar su segunda gira larga por América con la que llegarían a debutar en Miami y en toda América del Sur, salvo Paraguay y Bolivia. En 1964 volverían a España para actuar en algunos países europeos (Suiza, Holanda, Bélgica y Alemania), prosiguiendo en 1965 su gira americana por el Caribe, Estados Unidos y Canadá.  
Con cada actuación, Mary Sánchez sigue sumando más galardones y reconocimientos a su trayectoria artística. Uno de los más importantes llegaría en el año 1968 cuando consigue con la discográfica Columbia su disco de oro por el Pasodoble Islas Canarias. El acto de la entrega tuvo lugar ese mismo año en el Teatro Pérez Galdós de su ciudad natal, donde además recibe un caluroso homenaje.
En 1970, a la edad de 36 años, y tras la muerte de la madre de su marido, Mary Sánchez regresa a Las Palmas de Gran Canaria donde se establece definitivamente e inicia una vida más tranquila, alejada de giras y actuaciones multitudinarias, para poder criar a sus tres hijas. A partir de este momento, los viajes al extranjero serían cortos y puntuales y, entre estos, realizaba algunas actuaciones en las pocas salas de fiesta que quedaban en la ciudad, llegando incluso a abrir en 1971 un local propio conocido como La casa de Mary Sánchez, cerca de Las Canteras, local que tuvo que cerrar al cabo de pocos años; más tarde, en 1978, volvería a abrir otra sala, denominada La gruta canaria, que mantenía la misma filosofía del local original. 
En 1976 viajó a Portugal donde realizó varias actuaciones. Un año más tarde, con motivo de la celebración en Las Palmas de Gran Canaria de los actos del Día de la Hispanidad, presididos por los reyes de España, Juan Carlos I y Sofía de Grecia, el presidente de México, José López Portillo preguntó por Mary Sánchez, a la que conocía de su gira mexicana y de quien era gran admirador. Aunque el protocolo de los actos no preveía ninguna actuación, los anfitriones requirieron a la artista y a Los Bandama para que cantasen ante el presidente y los propios Reyes durante una cena de gala que estos ofrecieron en el Hotel Santa Catalina de la ciudad. 
Llegado el año 1978, el grupo volvería a salir al extranjero para actuar nuevamente en Venezuela y Cuba, y por primera vez en Luxemburgo, Suiza e Islandia.

## Reconocimientos recientes
El 10 de abril de 1987 le fue concedida por el Ayuntamiento de Las Palmas de Gran Canaria una calle con su nombre en el barrio que la vio nacer. Más tarde, en 1993, la Asociación de la Prensa de Madrid otorgó a la cantante su premio anual en reconocimiento a toda una vida dedicada a la difusión de la música de su tierra.
En 1998 el Cabildo de Gran Canaria le concedió el Roque Nublo de plata y el Ayuntamiento de Las Palmas de Gran Canaria la nombra Hija Predilecta de la ciudad. Posteriormente, con motivo de la celebración de los actos del Día de Canarias, el 30 de mayo de 2001 recibió en Las Palmas de Gran Canaria la Medalla de Oro de Canarias otorgada por el Gobierno de Canarias, que le fue impuesta por el presidente del gobierno autonómico Román Rodríguez.
El 25 de marzo de 2006 inauguró una estatua suya en el paseo de la Playa de Las Canteras y al año siguiente recibió un homenaje en el Auditorio Alfredo Kraus, acompañada de artistas como María del Mar Bonet, Mariví Cabo, Rosa de Madeira, María Mérida, Perico Lino y Los Bandama, con la Orquesta Sinfónica de Gran Canaria dirigida por Felipe Amor Tovar.
Mary Sánchez continúa su actividad artística cantando en diversos lugares de Europa y América, en algunos de los que ya ha visitado y otros en los que debuta (Polonia, República Checa e Irlanda, fue la pregonera de la edición del año 2008 del Carnaval de Las Palmas de Gran Canaria. y pregonera de las fiestas de la Virgen del Pino en el año 2009. Combina su actividad artística con la de pintora, habiendo realizado algunas exposiciones individuales en Las Palmas de Gran Canaria y Puerto del Rosario (Fuerteventura).
El 14 de septiembre de 2024 se le concede el Premio Internacional Aglaya a la Cultura de Paz de la Fundación Artisophia.